# Zahraa Aldoujaili
Zahraa Aldoujaili är en svensk skådespelare.
År 2018 spelade hon i Gabriela Pichlers film Amatörer vilket ledde till att hon nominerades till en Guldbagge för Bästa kvinnliga huvudroll vid Guldbaggegalan 2019. Hon var även en av sex nominerade till utmärkelsen Rising Star vid Stockholms filmfestival 2018.

## Filmografi i urval
- 2018 – Amatörer
- 2019 – Alex (TV-serie)